# يسبر أسيلمان
يسبر أسيلمان (بالهولندية: Jesper Asselman)‏ (و. 1990  م) هو دراج، ودراج على المضمار هولندي، ولد في دلفت، شارك في أوليمبيا تور ‏، وأوكولو سلوفينسكا، وArno Wallaard Memorial ‏، وRonde van Overijssel ‏، وVuelta Ciclista a León ‏.

## سجل الفوز

### سباقات أو مراحل فاز بها
| التاريخ        | السباق                    | المركز                                            |
| -------------- | ------------------------- | ------------------------------------------------- |
| 01 يناير 2014  | موانئ العالم كلاسيكي 2014 | الثاني في تصنيف أفضل شاب، السادس في التصنيف العام |
| 28 فبراير 2015 | طواف نيوشبلاد 2015        | المرتبة 16 في التصنيف العام                       |
| 14 مارس 2015   | روند فان درينثي 2015      | الرابع في التصنيف العام                           |
| 12 مارس 2016   | روند فان درينثي 2016      | الفائز في التصنيف العام                           |
| 09 أكتوبر 2016 | طواف باريس 2016           | المرتبة 17 في التصنيف العام                       |
| 01 مارس 2017   | لو سامين 2017             | السادس في التصنيف العام                           |
| 02 يوليو 2017  | سلاج أوم نورج 2017        | المركز الثاني                                     |
| 05 مارس 2019   | لو سامين 2019             | التاسع في التصنيف العام                           |
| 05 مايو 2019   | طواف يوركشاير 2019        | الرابع في تصنيف النقاط                            |

## روابط خارجية
- يسبر أسيلمان على موقع الاتحاد الدولي للدراجات (الإنجليزية)
- يسبر أسيلمان على موقع أرشيف الدراجات (الإنجليزية)
- يسبر أسيلمان على موقع إحصائيات الدراجات الإحترافية (الإنجليزية)
- يسبر أسيلمان على موقع نسبة الدراجات (الإنجليزية)